# The Gumbabies
The Gumbabies war eine deutsche Punkband aus München. Sie wurde 2003 gegründet und löste sich 2013 auf.

## Geschichte
Die Band veröffentlichte ihre erste Mini-CD How Can I Win? kurz nach ihrer Gründung 2003 und tourte durch Deutschland, Österreich und Italien. Das Album Another Ragged Army wurde zeitgleich von den Punklabels Caustic Rock und No Front Teeth in Deutschland und Großbritannien herausgegeben. Nach einer weiteren Tour durch Deutschland und Österreich veröffentlichte die Band 2009 das Album This Is Plastic, das international vertrieben wird.
Ihr Konzert am 5. Januar 2009 im Städtischen Stadion an der Grünwalder Straße in München war das erste Rockkonzert überhaupt in diesem Stadion.
2009 veröffentlichte die Band den Soundtrack zu dem Hörspiel Kein Halt in Freimann.
Am 26. Oktober 2013 gab die Band auf ihrer Website ihre Auflösung bekannt.

## Diskografie

### EPs
- 2003: How Can I Win? (Caustic Rock Records)
- 2005: Another Ragged Army (Caustic Rock Records / No Front Teeth Records)
- 2009: Back To No Future (Sick Night Records)
- 2011: Love, Piss & Underpayment (12"-Vinyl; Campary Rec. / Matula Rec. / Munich Punk Shop / Schlechtundschwindlig Records / Sick Night Records)
- 2012: Cogito Ergo Scum (7"-Vinyl; Munich Punk Shop / Schlechtundschwindlig Records / Sick Night Records)

### Alben
- 2009: This Is Plastic (S&S Records / NewMusic Distr.)

### Sampler
- 2003: Munich Punk Circus (Deutschland)
- 2005: No Straight Edges DVD-Compilation (Schweden)
- 2006: Rock'N'Roll Highschool Compilation Vol. 2 (Deutschland, Österreich)
- 2007: Dancehall Troops Vol. 2 DVD-Compilation (Vereinigtes Königreich)
- 2007: Kamikaze Broadcast (Vereinigtes Königreich)
- 2009: Cock Sparrer Belongs to Us Cock Sparrer Tribute Sampler (Italien)
- 2009: Soundtrack zum Theaterstück "Kein Halt in Freimann" (Deutschland)
- 2012: In München Nix Los! (Deutschland)